# America (Dickens)
American Notes for General Circulation o più comunemente American Notes (pubblicato in Italia come America o come L'America) è un diario di viaggio di Charles Dickens, pubblicato per la prima volta in 19 ottobre 1842.
Il libro descrive in dettaglio il suo viaggio in Nord America, che si tenne dal gennaio al giugno 1842. Si comportò come un osservatore critico della società Americana, redigendo quasi una relazione sui suoi progressi. Questo scritto può essere paragonato nello stile ad Impressioni italiane, scritto quattro anni più tardi; tuttavia in questo testo Dickens si comporta più come un "turista" che come un critico. Il suo viaggio americano è stato anche fonte di ispirazione per il romanzo Martin Chuzzlewit. A quel tempo viveva Edgar Allan Poe, ma i due scrittori non s'incontrarono mai.

## Il viaggio
Il 3 gennaio 1842, un mese prima del suo 30º compleanno, Dickens salpò con la moglie Kate e la sua cameriera Anne Brown, da Liverpool a bordo del piroscafo RMS Britannia, con rotta per gli Stati Uniti. Arrivò a Boston il 22 gennaio 1842 e, essendo stato riconosciuto dalla folla, l'autore venne subito circondato da una moltitudine di curiosi. Dickens in un primo momento fu contento di quest'attenzione, ma presto le infinite richieste cominciarono a minare il suo entusiasmo. Si lamentava così in una lettera al suo amico John Forster:
Visitò in particolare la East Coast ed i Grandi Laghi, sia degli Stati Uniti sia del Canada. Durante il suo ampio itinerario, visitò anche carceri e istituti mentale, giungendo anche alle praterie nordamericane. Fu particolarmente critico nei confronti della stampa americana e delle condizioni sanitarie delle città americane, scrivendo anche una spietata parodia dei costumi degli abitanti, tra cui, ma non solo, le loro conversazioni rurali e la pratica di sputare tabacco in pubblico (cap. 8 - Washington):
A Washington, invocò il Presidente John Tyler, scrivendo che:
Sebbene fosse generalmente impressionato da quello che ha trovato, non poté però perdonare l'esistenza della schiavitù negli Stati Uniti e gli ultimi capitoli del libro sono dedicate ad una critica di questa pratica. Fu anche triste per il problema di copyright. Dickens, in questo periodo, era diventato una celebrità internazionale, ma a causa della mancanza di una legge sulla violazione del copyright, numerose copie delle sue opere erano liberamente disponibile in Nord America e lui non poteva sopportare di perdere denaro.
Le lettere di Dickens ai suoi amici, tra cui l'illustratore Daniel Maclise e John Forster, contribuirono a formare la base del libro.

## Edizioni italiane
- L'America, trad. di Gianfranco Corsini e Gianni Miniati, 2 voll., Collana Universale Economica nn.116-117, Milano, Cooperativa Libro Popolare, 1951; Introduzione di Michael Slater,[1] Milano, Mursia, 1982; trad. riveduta, Collana UEF. I Classici, Milano, Feltrinelli, 1996-2022; a cura di M. Gulinucci, Roma, Liberal Libri-Atlantide Editoriale, 1996; Roma, Editori Internazionali Riuniti, 2013, ISBN 978-88-359-9226-4.
- Diario americano, Collana Caravelle, Roma, Theoria, 2021, ISBN 978-88-549-8123-2.